# جودي هنري
جودي هنري (Jodie Henry) هي لاعبة أولمبية لرياضة السباحة من أستراليا. شاركت في الأولمبياد الصيفي في 2004، وفازت بما مجموعه 3 ميداليات.

## الميداليات
| ذهب | فضة | برونز | المجموع |
| 3   | 0   | 0     | 3       |

## روابط خارجية
- جودي هنري على موقع الاتحاد الدولي للسباحة (الإنجليزية)
- جودي هنري على موقع SwimRankings.net (الإنجليزية)
- جودي هنري على موقع قاعة مشاهير السباحة العالمية (الإنجليزية)
- جودي هنري على موقع اللجنة الأولمبية الدولية (الإنجليزية)
- جودي هنري على موقع أوليمبيديا (الإنجليزية)
- جودي هنري على موقع اللجنة الأولمبية الأسترالية (الإنجليزية)
- جودي هنري على موقع اتحاد ألعاب الكومنولث (مؤرشف) (الإنجليزية)
- جودي هنري على موقع دورة ألعاب الكومنولث 2006 (مؤرشف) (الإنجليزية)
- جودي هنري على موقع قاعة أستراليا للمشاهير الرياضية (الإنجليزية)